# Night will fall – Hitchcocks Lehrfilm für die Deutschen
Night will fall – Hitchcocks Lehrfilm für die Deutschen (Originaltitel Night Will Fall) ist ein Dokumentarfilm aus dem Jahr 2014 (Regie: André Singer) über ein 1945 unvollendet gebliebenes Filmprojekt des Supreme Headquarters Allied Expeditionary Force (SHAEF), das die NS-Verbrechen in den Konzentrationslagern, speziell den Lagern Bergen-Belsen, Auschwitz, Dachau und Ebensee darstellen sollte.

## Geschichte
Er beruht auf Filmmaterial, das bei der Befreiung der Lager im April 1945 von Kamerateams der Alliierten hergestellt wurde. Beim Projekt German Concentration Camps Factual Survey unter Leitung von Sidney Bernstein sollte daraus noch 1945 in London eine Dokumentation über deutsche Gräueltaten entstehen, um sie der deutschen Bevölkerung und deutschen Kriegsgefangenen vorzuführen. Es wurden für den Schnitt bekannte Regisseure und Produzenten wie Alfred Hitchcock und Billy Wilder hinzugezogen. Das Projekt blieb unvollendet, weil sich die Prioritäten der britischen Behörden von der Entnazifizierung zur Zusammenarbeit mit Deutschen entwickelt hatten.
Einzelne Filmausschnitte wurden bei den Kriegsverbrecherprozessen in Hannover und Nürnberg als Beweismaterial verwendet.
Nachdem das Material lange Zeit als verschollen gegolten hatte, konnte es im Jahr 2014 wiederhergestellt und aktualisiert sowie um seine Entstehungsgeschichte ergänzt werden.

## Inhalt
Der Film beginnt mit der Befreiung des KZs Bergen-Belsen. Der Kommandeur des Lagers Josef Kramer, und weitere Wachen werden als Kriegsgefangene festgenommen. Die deutschen SS- und ungarische Wachen werden bei der Bestattung der 30.000 toten Häftlinge eingesetzt. Im Original-Film wurden auch sowjetische Aufnahmen aus den Konzentrationslagern Majdanek und Auschwitz-Birkenau verwendet (z. B. Haare und Brillen der Ermordeten). Die Funde nach der Befreiung der KZs in Polen werden gezeigt. Außerdem werden in der Gegenwart Interviews mit Überlebenden der Lager geführt: Mania Salinger (geb. Tenenbaum), Anita Lasker-Wallfisch, Eva Mozes Kor, Vera Kriegel, Tomy Shacham (geb. Schwarz) und Branko Lustig, Produzent von Schindlers Liste. Lustig beschreibt, wie er Dudelsackmusik der schottischen Brigade hörte. Da er dem Tode näher als dem Leben war, dachte er, es handele sich um Engelsmusik.
Kor und Kriegel waren Opfer der Zwillingsforschung des KZ-Arztes Josef Mengele gewesen und Anita Lasker-Wallfisch hatte im Mädchenorchester von Auschwitz musizieren müssen.
Auch Aufnahmen von der Befreiung der Konzentrationslager Buchenwald, Dachau und Ebensee, einem Außenlager des KZ Mauthausens, werden gezeigt und solchen z. B. des dortigen Luftkurorts gegenübergestellt, im Film nicht verwendete erste amerikanische Farbaufnahmen den Schwarzweißbildern vom selben Ort. Eisenhowers Besuch mit Delegationen von Parlamentariern und Journalisten. Der ehemalige Artillerieoffizier Leonard Berney über die medizinische Versorgung der ehemaligen Häftlinge (er leitete nach den ersten Wochen das DP Camp Panzer Barracks in Hohne).
Es wird ebenfalls ein Interview mit Alfred Hitchcock gezeigt, der die Arbeit mit Bernstein an dem Film beschreibt.

## Preise
Neben mehreren Nominierungen erhielt A. Singer beim
- Jerusalem Film Festival 2014 eine lobende Erwähnung beim Jewish Experience Award – The Avner Shalev Yad Vashem Chairman’s Award
- Sheffield International Documentary Festival 2014 eine besondere Erwähnung

## Sonstiges
Der Filmtitel „Night Will Fall“ wurde aus dem Filmskript der letzten Szene des Originalfilms von 1945 gewählt. Dort heißt es sinngemäß: „Finsternis kommt über die Menschheit“, wenn die Welt aus diesen Bildern keine Lehre zieht.